# Mariehjemmene
Mariehjemmene er en række (p.t. 20) plejehjem og botilbud, samlet under paraplyorganisationen Fonden Mariehjemmene.
Fonden er en privat, uafhængig, non-profit organisation, og samarbejder med regioner og kommuner om at tilbyde plejehjem til ældre og botilbud til mennesker med særlige behov.
Fonden Mariehjemmene blev grundlagt af sygeplejerske Rose Marie Rørdam Holm i 1958. Grundtanken bag Mariehjemmene var - og er stadigvæk - at Mariehjemmene skal være små hjem med mindst muligt institutionspræg, hvor beboerne kan leve i et trygt og nært miljø.
De enkelte Mariehjem er selvejende institutioner med egen ledelse og bestyrelse. 

## Mariehjemmene

### Plejehjem
- Ellen Mariehjemmet (Gilleleje)
- Else Mariehjemmet (Humlebæk)
- Meta Mariehjemmet (Gadbjerg)
- Louise Mariehjemmet (Brønshøj)
- Dorthe Mariehjemmet (Rødovre)
- Liselund Friplejeboliger (Vodskov)
- Ella Mariehjemmet (Nørresundby)

### Botilbud og andet
- Bofællesskabet Rose Marie (Hellerup)
- Bofællesskabet Kirsten Marie (Kgs. Lyngby)
- Bostedet Caroline Marie (København K)
- Pensionatet Mette Marie (Vanløse)
- Botilbuddet Åse Marie (Bjæverskov)
- Bofællesskabet Birthe Marie (Høje-Taastrup)
- Bofællesskaberne Inge og Sofie Marie (Ringsted)
- Hanne Mariehjemmet (Roskilde)
- Boenheden Line Marie (Slangerup)
- Bo- og rehabiliteringstilbuddet Selma Marie (Hørsholm)
- Bofællesskabet Lykke Marie (Slangerup)
- Bofællesskabet Cecilie Marie (Hvalsø)

## Eksterne links
- Fonden Mariehjemmene
- Mariehjemmenes historie

|  | Denne artikel kan blive bedre, hvis der indsættes geografiske koordinater Denne artikel omhandler et emne, som har en geografisk lokation. Du kan hjælpe ved at indsætte koordinater i wikidata. |

|  | Denne artikel om en bygning eller et bygningsværk kan blive bedre, hvis der indsættes et (bedre) billede. Du kan hjælpe ved at afsøge Wikimedia Commons for et passende billede eller lægge et op på Wikimedia Commons med en af de tilladte licenser og indsætte det i artiklen. |